# Крижовани над Дудваxом
Крижовани над Дудваxом (на словашки: Križovany nad Dudváhom) е село в окръг Търнава, Търнавски край, западна Словакия. Населението му е 1797 души.
Разположено е на 132 m надморска височина, на 10 km южно от град Търнава. Площта му е 10,26  km². Кмет на селото е Светлана Краловичова.